# Jean Peyrelevade
Pour les articles homonymes, voir Peyrelevade.
Jean Peyrelevade, né le 24 octobre 1939 à Marseille, est un haut fonctionnaire, banquier et dirigeant d'entreprise français.

## Études
Jean Peyrelevade, ancien élève du lycée Saint-Charles puis  du lycée Périer et du lycée Thiers, est diplômé de l’École polytechnique (X1958) et est ingénieur en chef de l'aviation civile. Il est titulaire du diplôme de l'IEP de Paris (promotion 1963, section Economie-Finance) et d'un DES en sciences économiques (1963).

## Carrière en entreprise et conseiller économique
Jean Peyrelevade a commencé sa carrière en 1963 au ministère des Transports, secrétariat général à l'aviation civile, où il a travaillé pendant dix ans sur les grands programmes de construction aéronautique civile. Chargé des aspects économiques du programme, il dirigea les premières études de marché du Concorde et affirma très tôt que ce serait un échec commercial. Il a ensuite participé au premier groupe de travail qui a défini le cahier des charges du premier Airbus. Quittant la fonction publique, il entre au début des années 1970 au Crédit lyonnais où il travaille sur le financement des échanges internationaux (négoce et biens d'équipement). À ce titre, il crée le service des Financements aéronautiques, qui finance toutes les exportations d'Airbus, sans exception, entre 1974 et 1981. Jean Peyrelevade négocie et signe lui-même à Séoul, avec Denis Viard d'Airbus Industrie, le premier contrat à l'exportation d'Airbus (six A300, achetés en leasing fiscal par Korean Airlines).
Nommé en 1981 directeur adjoint du cabinet de Pierre Mauroy et conseiller économique du Premier ministre, il gère les nationalisations, tout en professant son scepticisme sur leur intérêt. Il participe activement au « tournant de la rigueur » de 1982-1983.
Jean Peyrelevade est nommé puis confirmé à la tête de grandes entreprises contrôlées par l'État  : président de Suez de 1983 à 1986, puis après deux ans à la Banque Stern (privée) de 1986 à 1988, de l'UAP de 1988 à 1993, et du Crédit lyonnais de 1993 à 2003. Il est nommé à la tête de la banque pour la redresser alors que celle-ci, ayant pris des risques « hors de toute raison » est en état de quasi-faillite. Il reviendra sur cette période dans son ouvrage Journal d’un sauvetage publié en 2016.
Il avait par ailleurs, en 1986, été chargé de négocier les accords d'implantation d'Eurodisney à Paris, au nom des autorités françaises.
À partir de 2004, il travaille comme banquier d'affaires privé chez Toulouse et Associés, puis la banque Leonardo dont il préside la filiale française, puis la banque Degroof et Petercam. Depuis 2019, il est indépendant et intervient comme conseil de chefs d'entreprise.
Il se consacre en particulier au redressement d'entreprises en difficultés. Ainsi a-t-il, de 2014 à 2019, conçu puis accompagné le redressement de la SAUR. De même est-il aujourd'hui président du Conseil de Surveillance du groupe Bourbon, qu'il a accompagné pour sortir du règlement judiciaire.
Il est, outre Bourbon, administrateur de MK2, de Vitalliance dont il est actionnaire et de la start-up Myre[réf. nécessaire].
Jean Peyrelevade a toujours refusé toute décoration[réf. nécessaire].

## Convictions et carrière politique
Jean Peyrelevade s'est toujours présenté comme social-démocrate. 
Longtemps professeur d’économie à l’École polytechnique (de 1969 à 1994), il a écrit des ouvrages sur l’évolution du capitalisme contemporain, dont Le capitalisme total publié via le think tank La République des idées en 2005. Dénonçant dans cet ouvrage une forme exacerbée du capitalisme, il propose d'interdire les stock-options comme part de la rémunération des dirigeants pour éviter les conflits d'intérêts et d'offrir des dividendes plus avantageux aux actionnaires anciens afin de limiter les aller-retour spéculatifs.
Jean Peyrelevade soutient François Bayrou lors de l'élection présidentielle française de 2007, et rejoint son équipe de campagne, en particulier pour s'occuper du programme économique. En 2008, aux élections municipales, il mène la liste du MoDem dans le XVIe arrondissement de Paris, qui recueille 8,64 % des voix au premier tour, se plaçant en 4e position derrière les listes de Claude Goasguen (UMP), 51,71 %, Jean-Yves Mano (PS), 17,08 % et David Alphand (Divers droite), 13,22 %. Seul élu sur sa liste, il est conseiller d'arrondissement. Le 13 juin 2008, il est nommé vice-président du MoDem aux questions économiques. Il démissionne du conseil du XVIe arrondissement le 6 janvier 2009 et de toutes fonctions au sein du MoDem à la même époque. Il participe depuis l'origine aux travaux du think tank « Inventer à Gauche », présidé par Michel Destot, ancien député-maire PS de Grenoble.
À plusieurs reprises, il préconise une séparation complète entre banque de dépôt et banque d'investissement afin de réguler le système financier et d'éviter une nouvelle crise financière,. Selon lui, la banque est un vrai service public, qui doit être géré comme tel.
Lors des universités d'été du MoDem le 17 septembre 2011 et lors d'interviews radiodiffusées, Jean Peyrelevade déclare qu'il votera pour Manuel Valls au premier tour et – probablement – pour François Hollande au second tour des primaires socialistes. Jean Peyrelevade reconnaît en effet à Manuel Valls la qualité d'être politiquement incorrect lorsque ce dernier parle des « 35 heures » comme d’une erreur majeure sur laquelle il faut revenir. En 2012, il est membre du comité stratégique de campagne de François Bayrou et affirme à ce titre qu'il faut une période de modération salariale pour relancer la compétitivité française.
Il fait partie des premiers conseillers d'Emmanuel Macron avant la constitution du mouvement En Marche,, avec lequel il rompt dès juillet 2016, après le meeting d'Emmanuel Macron, alors encore ministre des Finances de François Hollande, à la Mutualité. En avril 2017, dans un article publié dans le quotidien Les Echos, il considère que le programme économique de Macron « est trop timide sur la baisse des dépenses publiques et la réduction des déficits ». Il n'a pas arrêté depuis de critiquer la politique économique d'Emmanuel Macron.
Jean Peyrelevade est membre du Parti Socialiste, où il a adhéré pour la première fois en 1964.

## Affaires judiciaires
Le 19 janvier 2006, Jean Peyrelevade signe un « plaidé coupable » avec la justice américaine dans le cadre de l'affaire Executive Life, qui était cependant antérieure à son arrivée au Crédit Lyonnais. Il accepte une peine de 500 000 dollars d'amende, cinq ans de mise à l'épreuve et trois ans d'interdiction d'entrée sur le territoire américain pour, selon la justice américaine, avoir fourni à la FED de fausses informations et avoir menti dans cette affaire. Cependant, il bénéficie d'une procédure rare (Alford plea) qui lui permet, tout en acceptant la condamnation, de se déclarer innocent des charges qui pèsent contre lui,.
Invité le 26 avril 2015 du grand rendez-vous sur Europe 1, Bernard Tapie répète que Jean Peyrelevade est un escroc. Le lendemain Jean Peyrelevade répond "Celui qui dit qui y est" et indique qu'il ne déposera pas une plainte qui lui paraît désormais inutile puisque l'arbitrage favorable à Bernard Tapie a été annulé par la justice. Bernard Tapie accuse Jean Peyrelevade d'avoir cherché à influencer Pierre Mazeaud en lui demandant de se désolidariser de la décision d'arbitrage dans l'Affaire Tapie - Crédit lyonnais. En effet, le 27 juin 2013, Pierre Habib-Deloncle, gaulliste de la première heure , se rend chez Pierre Mazeaud et lui déclare : « Jean Peyrelevade vous conseille de vous désolidariser de la procédure d'arbitrage. Il vous suggère de faire attention, très attention ». Pierre Mazeaud, que Jean Peyrelevade n'a jamais rencontré, porte plainte pour menaces le 13 juillet 2013 contre Pierre Habib-Deloncle. Sa plainte est classée sans suite le 26 septembre 2014.
Le 25 novembre 2021, la Cour d'Appel de Paris juge que l'arbitrage a donné lieu à escroquerie, justifiant ainsi les positions et précautions de Jean Peyrelevade sur cette affaire. Son dernier ouvrage "L'Affaire Tapie : Vérité et mensonges" publié en mars 2024 lui est consacré.

## Ouvrages principaux
- L'économie de spéculation, Éditions du Seuil, 1974
- Avec Jacques-Antoine Kosciusko-Morizet, La Mort du dollar, Le Seuil, 1975
- Pour un capitalisme intelligent, Éditions Grasset, 1993
- La république silencieuse (avec Denis Jeambar), Plon, 2002
- Le capitalisme total, Éditions du Seuil, 2005,  (ISBN 978-2-0208-2932-8) [présentation en ligne]
- Seul face à la justice américaine : Toute la vérité sur Executive Life (avec Jean-Marie Pontaut), Plon, 2006  (ISBN 978-2-2592-0432-3)
- Sarkozy : l'erreur historique, Plon, 2008  (ISBN 978-2-2592-0833-8)
- France, état critique, Plon, 2011  (ISBN 978-2-2592-1393-6)
- Histoire d'une névrose, la France et son économie, Albin Michel, 2014.
- Journal d'un sauvetage, Albin Michel, 2016.
- Changer ou disparaître - Adresse au patronat, Éditions de l'Observatoire, 2018
- Réformer La France - Éditions Odile Jacob, 2023.
- L'affaire Tapie : Vérité et mensonges - Editions Odile Jacob - 2024